# Diagnostické proužky pro analýzu moči

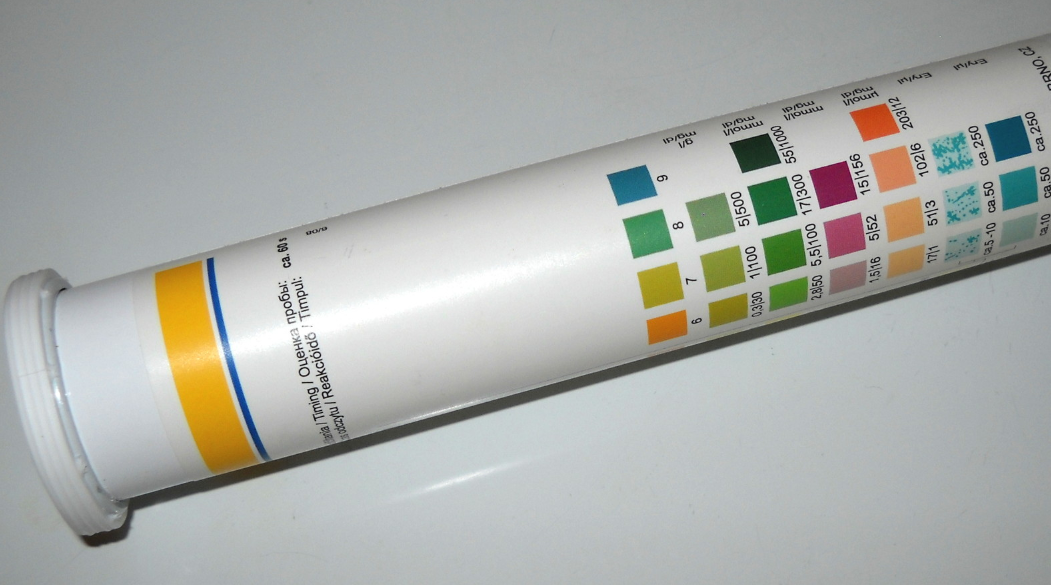
Obr. 1: Diagnostické proužky pro analýzu moči

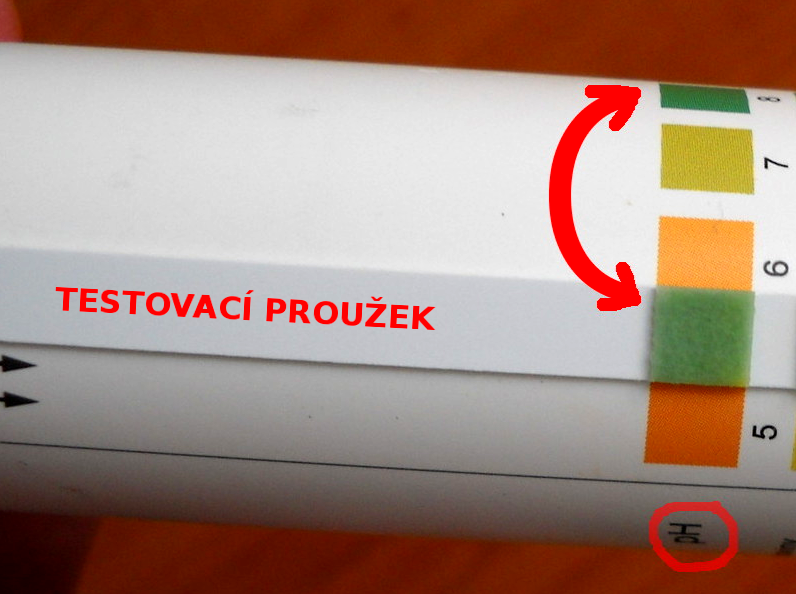
Obr. 2: Zásaditá moč

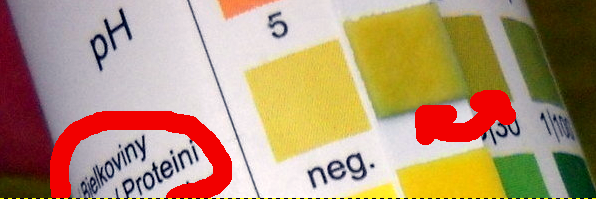
Obr. 3: Bílkoviny (proteiny) v moči

Diagnostické proužky pro analýzu moči jsou testovací proužky, které slouží pro rychlou semikvantitativní analýzu moči. Umožňují snadno testovat klinicky významné analyty v moči a vyvodit určité závěry o přítomnosti různých onemocnění.

## Historie
První proužky na testování moči, určené pouze pro detekci glukózy, vyvinul v roce 1850 francouzský chemik Maumené Jules (1818-1898). Teprve roku 1950 začaly být komerčně dostupné diagnostické proužky pro analýzu moči, umožňující testovat několik parametrů.

## Možnosti
Testovací proužky jsou k dispozici v různých verzích. Jednodušší verze umožňují testovat pouze jeden klinicky významný analyt, např. glukózu, popř. dva analyty (např. proužky pro diabetiky DiaPhan). Složitější provedení dovoluje testovat až jedenáct klinicky významných analytů. Jsou to:
- krev/erytrocyty/hemoglobin,
- glukóza,
- ketony,
- kyselina askorbová,
- proteiny,
- leukocyty,
- specifická hmotnost,
- dusitany,
- pH,
- bilirubin,
- urobilinogen.

Pro test postačuje pouze malé množství moči. Je to rychlá a levná metoda analýzy, ale slouží pouze pro orientaci.

## Detekční limity
Přítomnost červených krvinek, hemoglobinu nebo krve v moči znamená hematurii, detekční limit je 1,5 mg/l. Pro glukózu je dolní detekční limit 100 mg/dl. Pozitivní výsledek může indikovat diabetes mellitus nebo de Toni-Debré-Fanconi syndrom. Ketolátky jsou známkou ketoacidózy, spodní detekční limit je 50 mg/l. Co se týče proteinů, lze detekovat jen albumin, a to pouze při úrovni vyšší než 300 mg/l. Mikroalbuminurie standardním testovacím proužkem není detekována. Vysoká hladina albuminu je známkou poškození ledvinových glomerulů. Dusitany se zjistí, pokud jejich množství bude minimálně 0,6 mg/l.

## Praktické použití
Pro testování má být použita čerstvá, nejlépe ranní moč, která musí být promíchána. Proužek je třeba ponořit do moči na 2 až 3 s tak, aby všechny zóny byly smočeny. Přebytečná moč se odstraní otřením hrany proužku o kraj nádoby a osušením hrany do buničité vaty. Testovací zóny (čtverečky) se neotírají. Potom je třeba vyčkat než uplyne předepsaná doba, uvedená v návodu k proužkům. 
Koncentraci příslušných složek lze odhadnout porovnáváním s referenční barevnou stupnicí na obalu tuby. Na obr. 2 je vidět výsledek testu pH moči. Z obrázku je patrno, že barva příslušného čtverečku na testovacím proužku je zelená, což přibližně odpovídá hodnotě pH 8 na referenční stupnici. V daném případě jde tedy o zásaditou moč. Na obr. 3 je vidět výsledek testu bílkovin v moči. Barva čtverečku na testovacím proužku není žlutá, což by naznačovalo negativní výsledek, ale žlutozelená, což odpovídá zvýšené hodnotě bílkovin v moči.
Testovací proužky jsou určeny pro zkoumání lidské moči. Při vyšetřování vzorků moči zvířat mají omezené použití. Spolehlivě lze detekovat jen pH, glukózu, ketony, bílkoviny, bilirubin a erytrocyty/hemoglobin.